# Ivo Perilli
Pour les articles homonymes, voir Perilli.
Ivo Perilli, né à Rome le 10 avril 1902 et décédé le 24 novembre 1994 dans la même ville, est un réalisateur et scénariste italien.

## Biographie
Ivo Perilli est architecte de formation et débute dans le monde du spectacle comme décorateur. L'échec de son premier film, Ragazzo (1933), interdit par la censure fasciste, le pousse à se consacrer essentiellement à l'écriture de scénarios. Il collabore avec de nombreux réalisateurs italiens, mais, surtout, aux côtés de Mario Camerini, avec lequel il contribue à élaborer un style de comédies tout à la fois sentimentales et humoristiques. Après la Seconde Guerre mondiale, il participe aux scénarios de films célèbres comme Riz amer de Giuseppe De Santis en 1949 ou Europe 51 de Roberto Rossellini en 1952.
En 1953, il épouse l'actrice Lia Corelli. Le couple a deux enfants, l’actrice Valeria Perilli (it) en 1954 et le poète Plinio Perilli (it) en 1955.

## Filmographie partielle

### Comme scénariste
- 1934 : Je vous aimerai toujours (T'amerò sempre) de Mario Camerini
- 1934 : Il cappello a tre punte de Mario Camerini
- 1935 : Come le foglie de Mario Camerini
- 1935 : Je donnerai un million (Darò un milione) de Mario Camerini
- 1935 : Passaporto rosso de Guido Brignone
- 1936 : La danza delle lancette de Mario Baffico
- 1936 : Ginevra degli Almieri de Guido Brignone
- 1937 : Felicita Colombo de Mario Mattoli
- 1938 : Il conte di Brechard de Mario Bonnard
- 1938 : Luciano Serra pilote de Goffredo Alessandrini
- 1938 : Voce senza volto de Gennaro Righelli
- 1939 : Battement de cœur (Batticuore) de Mario Camerini
- 1939 : Animali pazzi de Carlo Ludovico Bragaglia
- 1939 : Les Grands Magasins (I grandi magazzini) de Mario Camerini
- 1939 : Le Ring enchanté (it) de Mario Bonnard
- 1940 : Les Fiancés (it) (I promessi sposi) de Mario Camerini
- 1940 : Une aventure romantique (Una romantica avventura) de Mario Camerini
- 1945 : La freccia nel fianco d'Alberto Lattuada
- 1945 : Deux Lettres anonymes (Due lettere anonime) de Mario Camerini
- 1947 : La Fille du capitaine (La figlia di capitano) de Mario Camerini
- 1949 : Riz amer (Riso amaro) de Giuseppe De Santis
- 1950 : Mara fille sauvage (Il brigante Musolino) de Mario Camerini
- 1951 : Anna d'Alberto Lattuada
- 1952 : Europe 51 (Europa '51) de Roberto Rossellini
- 1952 : Mélodies immortelles (Melodie immortali) de Giacomo Gentilomo
- 1952 : La Traite des blanches (La tratta delle bianche) de Luigi Comencini
- 1953 : La Louve de Calabre (La lupa) d'Alberto Lattuada
- 1954 : Ulysse de Mario Camerini
- 1954 : Mambo de Robert Rossen
- 1954 : Le Voiturier du Mont-Cenis (Il Vetturale del Moncenisio) de Guido Brignone
- 1955 : Par-dessus les moulins (La bella mugnaia) de Mario Camerini
- 1956 : Guerre et paix de King Vidor
- 1956 : Hommes et loups (Uomini e lupi) de Giuseppe De Santis
- 1958 : Barrage contre le Pacifique de René Clément
- 1958 : La Tempête (La Tempesta) d'Alberto Lattuada
- 1960 : Cinq Femmes marquées (Five Brabded Women) de Martin Ritt
- 1966 : La Bible (The Bible: In the Beginning...) de John Huston
- 1974 : Mon Dieu, comment suis-je tombée si bas ? (Mio Dio, come sono caduto in basso ?) de Luigi Comencini

### Comme réalisateur
- 1933 : Ragazzo
- 1942 : Margherita fra i tre (it)
- 1943 : La prima donna